# Chiromantis dudhwaensis
Chiromantis dudhwaensis е вид жаба от семейство Rhacophoridae.

## Разпространение
Видът е разпространен в Индия.